# V・ヌビオラの肖像
『V・ヌビオラの肖像』（V・ヌビオラのしょうぞう、英: Portrait of Vincent Nubiola）はスペイン・カタルーニャの芸術家ジョアン・ミロの初期の油彩画。この作品は1917年、彼が24歳の時に描かれ、翌年には彼の初の個展が開かれている。この肖像画はミロがキュビスムとフォーヴィスムの融合を試みていた初期の傑作と考えられている。またゴッホの画風の影響を指摘する評論家もいる。この絵は一時ピカソが所有したのち、ドイツ・エッセンのフォルクヴァンク美術館が所有している。

## 来歴
ミロは幼いときより絵画への情熱を示し、14歳の時には絵画教室に通っていた。17歳の時に商社の帳簿係として勤め始めたが神経衰弱となり、絵画の道を志した。彼が1913年にヌビオラと会ったのはバルセロナのカトリック系絵画サークルである聖ルカ文化サークルにおいてである。ヌビオラはバルセロナの美術専門学校の農学教授だった。このサークルで、ミロは生涯の友の一人であり後にミロ美術館の設立協力者となったジョン・プラッツと出会った。『V・ヌビオラの肖像』は1917年に描かれ、1918年2月-3月にバルセロナのダルマウ画廊で開かれたミロの初めての個展で展示された。

## 解説
この肖像画はミロがキュビスムとフォーヴィスムの融合を試みていた初期の傑作と考えられている。例えばテーブルがキュビスム風に歪んでいるが、これが画面に独特のリズムをもたらしている。ヌビオラの腕が異様にねじれた様子は、ある種の暴力的な衝動を感じさせる。この絵を含め、1917年から翌年にかけてミロは 9 点の肖像画を制作した。その一つとして、現在ニューヨークのメトロポリタン美術館に所蔵されている『E・C・リカルトの肖像』（1917年）がある。この絵に関して、ミロが日頃から尊敬していたゴッホの画風からの影響を複数の識者が指摘している。『V・ヌビオラの肖像』は左下に「Miró」と署名が入れられている。
この絵では、果物、葡萄酒のデカンタ、植木鉢が置かれたテーブル脇の椅子にヌビオラが腰掛けている。人物の後ろの平坦な背景は三角形と円弧で装飾されている。襟の開いたシャツの赤は、彼の政治的な急進主義を表している。1919年にミロ自身も、同じシャツを着た自画像を描いている。この自画像は後にピカソが取得している。

## 由来
『V・ヌビオラの肖像』はドイツ・エッセンのフォルクヴァンク美術館が、1966年にデュッセルドルフのヴィルヘルム・フォルクヴァンク画廊から購入し、所有している。この買い取りは、ノルトライン＝ヴェストファーレン州と西ドイツ放送局からの援助を得て行なわれ、登録番号 Inv. G 351 が付けられた。

## 関連文献
- Clavero, Jordi.J (2010), Fundació Joan Miró. Foundation's Guide, Barcelona: Polígrafa, ISBN 978-84-343-1242-5